# Кокрем
Кокрем (мар. Кӧкрем) — деревня в Моркинском районе Республики Марий Эл. Входит в состав Семисолинского сельского поселения.

## География
Находится в юго-восточной части республики Марий Эл на расстоянии приблизительно 13 км по прямой на север-северо-восток от районного центра посёлка Морки.

## История
Основана в 1923 году как выселок жителями деревни Малая Кушня (Нижняя). В 1924 году здесь было 15 хозяйств. В 1958 году в здесь находилось 16 домов. В 1959 году в деревне проживало 80 жителей, большинство мари. В 2004 году в Кокреме числилось 14 хозяйств. В советское время работали колхозы «Айяр» и им. Кирова.

## Население
Население составляло 28 человека (мари 100 %) в 2002 году, 20 в 2010.